# Rauf Məmmədov
Rauf Məmmədov (nom àzeri), conegut també amb el nom de Raüf Mamédov, segons la transcripció del seu nom en rus (Рау́ф Маме́дов), nascut el 26 d'abril de 1988 a Bakú, és un jugador d'escacs àzeri, que té el títol de Gran Mestre des de 2004.
A la llista d'Elo de la FIDE del març de 2021, hi tenia un Elo de 2654 punts, cosa que en feia el jugador número 5 (en actiu) de l'Azerbaidjan, i el número 91 del rànquing mundial. El seu màxim Elo va ser de 2679 punts, a la llista de maig de 2011 (posició 60 al rànquing mundial).

## Resultats destacats en competició
El 2004 es proclamà Campió d'Europa Sub-16, a Ürgüp.
Fou campió de l'Azerbaidjan els anys 2006 i 2008.
El 2008 empatà als llocs 3r-7è amb Dmitri Andreikin, Denís Ievséiev, Vassili Iemelin i Eltaj Safarli al Memorial Txigorin.
El 2009, empatà als llocs 1r-3r amb Dmitri Andreikin i Iuri Kuzúbov al torneig The SPICE Cup, de Categoria XVI disputat a Lubbock (Texas) i organitzat per la Universitat de Texas Tech i el Susan Polgar Institute for Chess Excellence (SPICE). El 2011 guanyà el Corsica Masters d'escacs blitz, i empatà al 5è lloc (fou finalment 9è per desempat) al 12è Campionat d'Europa individual de 2011, cosa que el classificà per la Copa del món.
Entre l'agost i el setembre de 2011 participà en la Copa del món de 2011, a Khanti-Mansisk, un torneig del cicle classificatori pel Campionat del món de 2013, i hi va tenir una mala actuació; fou eliminat en primera ronda per Abhijeet Gupta (½-1½).
El gener del 2015 no nou fou campió de l'Azerbaidjan jugat a Bakú. El desembre de 2015 a Minsk (Belarús), fou campió d'Europa d'escacs llampec després de derrotar per 2 a 0 a la final a Vladimir Belous.
El 2016 fou segon al memorial Agzamov (va perdre al desempat, amb Farrukh Amonatov).

## Participació en competicions per equips
El 2009, va formar part de l'equip àzeri que va guanyar la medalla d'or al Campionat d'Europa per equips jugat a Novi Sad. En l'edició anterior, a Creta 2007, formà part també de l'equip de l'Azerbaidjan que va guanyar, en aquella ocasió, la medalla de bronze.

## Vida personal
Məmmədov està casat amb la Gran Mestre Femenina ucraïnesa Nataliya Buksa.